# Raja equatorialis
Raja equatorialis es una especie de pez de la familia de los Rajidae en el orden de los Rajiformes.

## Morfología
Los machos pueden llegar a alcanzar los 50 cm de longitud total.

## Reproducción
Es ovíparo y las hembras ponen huevos envueltos en una cápsula córnea.

## Hábitat
Es un pez de mar y de Clima tropical (27 ° N-4 ° S) y demersal.

## Distribución geográfica
Se encuentra en el Océano Pacífico oriental: desde el Golfo de California y Costa Rica hasta el Perú, incluyendo las Islas Galápagos.

## Observaciones
Es inofensivo para los humanos. 